# IC 342
Az IC 342 (más néven Caldwell 5) egy spirálgalaxis a Zsiráf csillagképben.

## Felfedezése
Az IC 342 galaxist W.F. Denning fedezte fel 1895-ben. Edwin Hubble úgy gondolta, hogy az IC 342 is tagja a Lokális Csoportnak, akárcsak a Tejútrendszer, de később bebizonyosodott, hogy a csoporton kívül helyezkedik el.

## Tudományos adatok
Az IC 342 31 km/s sebességgel távolodik a Földtől.